# Splicing alternatywny
Splicing alternatywny – w procesie splicingu łączenie ze sobą różnych egzonów z pre-mRNA na różne sposoby, niekoniecznie po kolei (według genu), czasem z pominięciem niektórych egzonów lub z zachowaniem niektórych intronów. W ten sposób z jednego genu może powstać więcej niż jedna cząsteczka mRNA, co jest źródłem zmienności białek. Jeśli warianty splicingowe mRNA dotyczą sekwencji kodującej, powstałe na matrycy takich mRNA białka różnią się sekwencją aminokwasową, co może powodować np. zróżnicowanie ich funkcji lub lokalizacji w komórce. Splicing alternatywny obszarów niekodujących może wpływać na obecność elementów regulatorowych w mRNA, np. sekwencji wzmacniających  translację (enhancerów) czy sekwencji wpływających na stabilność mRNA, a zatem wpływać na ilość produkowanego przez komórkę białka. 
Rekord ilości możliwych wariantów splicingowych należy do genu Dscam Drosophila melanogaster, który może ich mieć 38 016. Ocenia się, że od 35 do 75% ludzkich genów podlega alternatywnemu splicingowi.
Istnieją cztery drogi alternatywnego splicingu:
- wykorzystanie różnych promotorów podczas transkrypcji genu.
- wykorzystanie różnych sygnałów do poliadenylacji

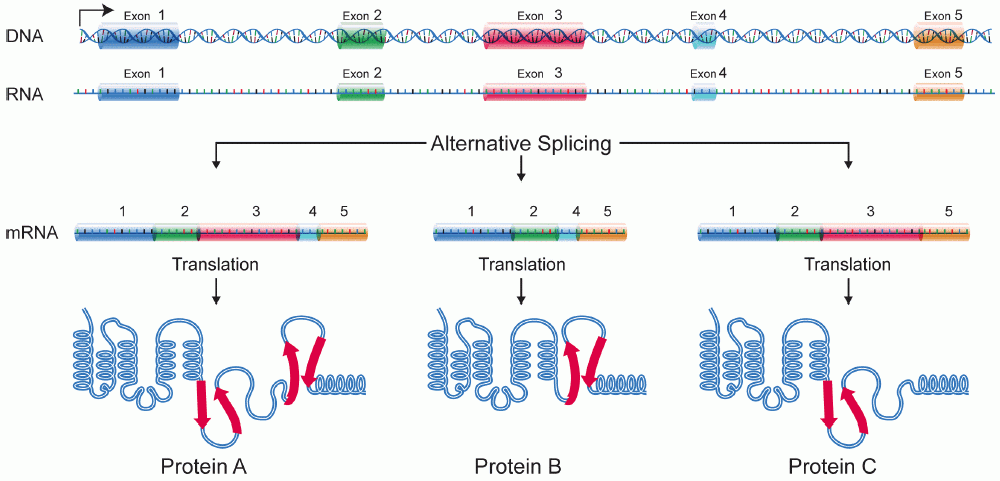
Schemat alternatywnego splicingu. Na schemacie widać, jak w efekcie redagowania tego samego pre-RNA może powstać różne mRNA

- zachowywanie niektórych intronów
- pomijanie niektórych egzonów.